# Falácia do atirador de elite do Texas
Falácia do atirador de elite do Texas (do inglês "Texas sharpshooter fallacy"), ou simplesmente Falácia do atirador de elite, é uma falácia informal que é cometida quando as diferenças nos dados são ignoradas, mas as semelhanças são superestimadas. A partir desse raciocínio, uma conclusão falsa é inferida. Essa falácia é a aplicação filosófica ou retórica do problema de comparações múltiplas (em estatística) e/ou apofenia (em psicologia cognitiva). Está relacionada à ilusão de agrupamento, que é a tendência da cognição humana de interpretar padrões onde na verdade não existem.
O termo vem de uma piada sobre um texano que disparou tiros na lateral de um celeiro, depois pintou um alvo centrado no lugar onde a maioria das balas acertou e mostrou aos amigos afirmando ser um atirador de elite.

## Estrutura

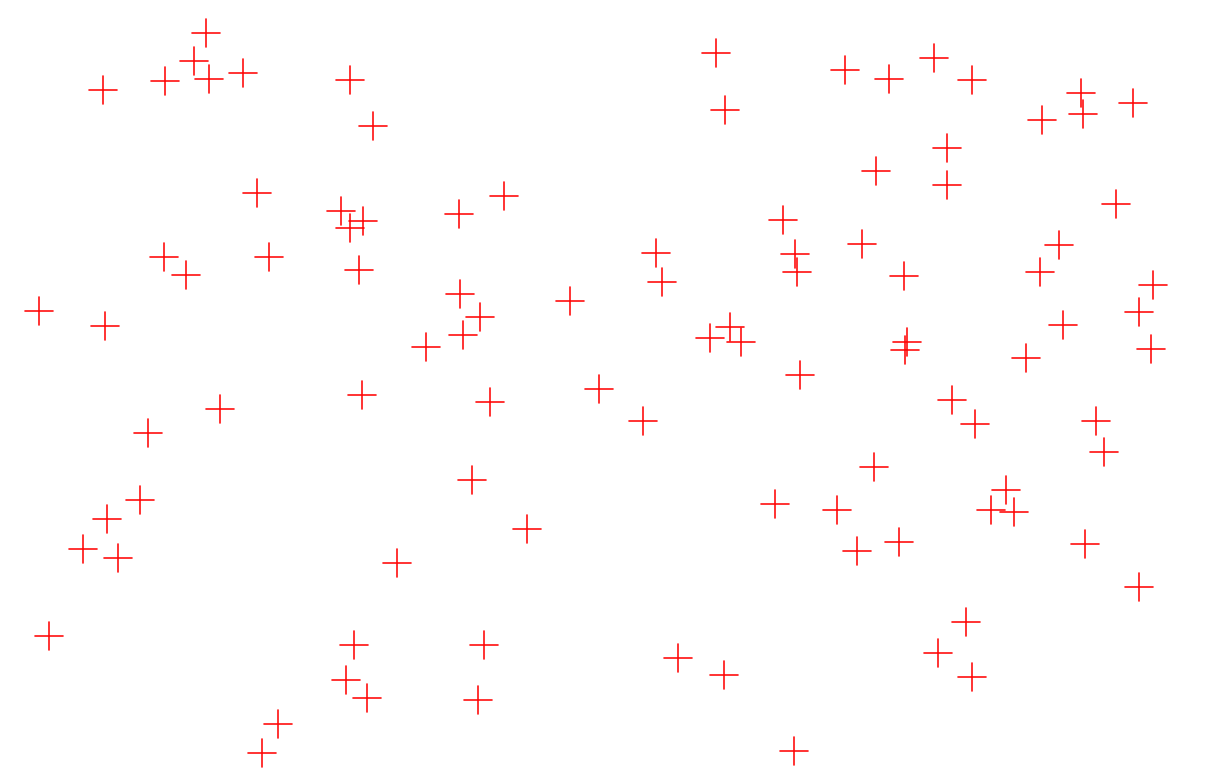
Um conjunto de 100 coordenadas geradas aleatoriamente exibidas em um gráfico de dispersão. Examinando os pontos é fácil identificar padrões aparentes. Em particular, os pontos de dados aleatórios não se espalham, mas se agrupam, dando a impressão de "pontos quentes" criados por alguma causa subjacente.

A falácia do atirador de elite geralmente surge quando uma pessoa tem uma grande quantidade de dados à sua disposição, mas foca apenas em um pequeno subconjunto desses dados. Algum fator diferente do atribuído pode dar a todos os elementos desse subconjunto algum tipo de propriedade comum (ou par de propriedades comuns, ao defender a correlação). Se alguém tentar explicar a probabilidade de encontrar algum subconjunto nos grandes dados com alguma propriedade comum por um fator diferente de sua causa real, então essa pessoa provavelmente está cometendo uma falácia do atirador de elite do Texas.
A falácia é caracterizada pela falta de uma hipótese específica antes da coleta de dados, ou a formulação de uma hipótese somente após os dados já terem sido coletados e examinados. Assim, normalmente não se aplica se houver um ex ante, ou anterior, expectativa da relação particular em questão antes de examinar os dados. Por exemplo, pode-se, antes de examinar a informação, ter em mente um mecanismo físico específico implicando a relação particular. Pode-se então usar as informações para dar suporte ou lançar dúvidas sobre a presença desse mecanismo. Alternativamente, se informações adicionais puderem ser geradas usando o mesmo processo que as informações originais, pode-se usar as informações originais para construir uma hipótese e, em seguida, testar a hipótese nos novos dados. (Ver teste de hipótese) O que não se pode fazer é usar a mesma informação para construir e testar a mesma hipótese (ver hipóteses sugeridas pelos dados) — fazer isso seria cometer a falácia do atirador de elite do Texas.

## Exemplos
Um estudo sueco em 1992 tentou determinar se as linhas de energia causavam algum tipo de efeito prejudicial à saúde. Os pesquisadores entrevistaram pessoas que vivem a menos de 300 metros de linhas de alta tensão por 25 anos e procuraram aumentos estatisticamente significativos nas taxas de mais de 800 doenças. O estudo constatou que a incidência de leucemia infantil era quatro vezes maior entre aqueles que viviam perto das linhas de energia, e estimulou os pedidos de ação do governo sueco. O problema com a conclusão, no entanto, foi que o número de doenças analisadas, ou seja, mais de 800, era tão grande que havia alta probabilidade de que pelo menos uma doença exibisse a aparência de uma diferença estatisticamente significativa apenas ao acaso, uma situação conhecida como problema de comparações múltiplas . Estudos subseqüentes falharam em mostrar qualquer associação entre linhas de energia e leucemia infantil.
A falácia é frequentemente encontrada nas interpretações modernas dos quartetos de Nostradamus. Eles são muitas vezes traduzidos liberalmente do francês original (arcaico), despojados de seu contexto histórico e então aplicados para apoiar a conclusão de que Nostradamus previu um determinado evento moderno depois que o evento realmente ocorreu.